# Сосновка (Заринский район)
Сосновка — село в Заринском районе Алтайского края России. Административный центр Сосновского сельсовета.

## География
Село находится на северо-востоке Алтайского края, на юге центральной части Заринского района, в предгорьях Салаирского кряжа. Абсолютная высота — 247 метров над уровнем моря.
Расстояние до районного центра (города Заринск) — 30 км.

## Население
| 1997 | 1998 | 1999 | 2000 | 2001 | 2002 |
| ---- | ---- | ---- | ---- | ---- | ---- |
| 508  | ↘497 | ↘489 | ↗493 | ↗501 | ↘477 |
| 2003 | 2004 | 2005 | 2006 | 2007 | 2008 |
| ↘464 | →464 | ↗470 | ↘456 | →456 | ↘453 |
| 2009 | 2010 | 2011 | 2012 | 2013 |      |
| ↗455 | ↗458 | ↘451 | ↘442 | ↘441 |      |

## Инфраструктура
В селе имеется средняя общеобразовательная школа, дом культуры, фельдшерско-акушерский пункт, отделение почтовой связи, а также Сельскохозяйственный производственный кооператив имени Фрунзе.

Улицы:
- Берёзовая
- Гайдара
- Молодёжная
- Нагорная
- Сосновая
- Фрунзе